# Txàmzinka (Uliànovsk)
|  | Per a altres significats, vegeu «Txàmzinka». |

Txàmzinka (en rus: Чамзинка) és un poble de l'óblast d'Uliànovsk, a Rússia, que en el cens del 2010 tenia 284 habitants. Pertany al districte d'Inza.